# نزاري القهستاني
نزاري القهستاني (645 - 720 هـ) هو أديب و متصوف ، من أهل إيران.
هو سعد الدين البيرجندي القهستاني، المشتهر في شعره بنزاري. عاصر سعدي الشيرازي، وقيل كان إسماعيلي المذهب. توفي في بيرجند سنة 721 هـ، وقيل سنة 720 هـ.

## آثاره
من آثاره: مثنوية «دستور نامه» و «سفر نامه» و ديوان شعر.